# Obseqvies
Obseqvies ist eine seit 2018 aktive Funeral-Doom-Band.

## Geschichte
Das Projekt Obseqvies wurde, den eigenen Angaben nach, von fünf Musikern, die sich nur mit ihren Vornamen präsentieren in Helsinki gegründet. Weitere Angaben spart die Band aus, weshalb der Hintergrund der Gruppe gelegentlich „mysteriös-anonym“ genannt wurde. Im Jahr 2018 debütierte die Band mit The Hours of My Wake über Naturmacht Productions als Musikdownload, Rain Without End Records als CD und The Vinyl Division als LP. Das Album wurde international divergent aufgenommen. Die Beurteilungen variierten von jener als ein Album das hätte einzigartig sein können, daran jedoch scheiterte, über „gehobenes Mittelmaß“ und solchen als ein Album, das gänzlich beinhalte „was diejenigen, die dieses Genre lieben, immer hören wollen“, dies dabei „mit Überzeugung zelebriert“, das es „absorbierend und überwältigend zugleich“ wirke.

## Stil
Obseqvies präsentiert eine „Mischung aus Funeral Doom und klirrenden Drone-Elementen“. Die Musik ist langsam und wird als schwer, trist und drückend assoziiert. Einordnende Vergleiche werden vornehmlich zu Interpreten des Funeral Doom bemüht, darunter Skepticism, Mournful Congregation, Ea, Profetus, Shape of Despair und Eye of Solitude. Zu Eye of Solituce wird insbesondere über den Gesang, der jenem von Daniel Neagoe ähnele, Nähe attestiert. Dieser Gesang würde primär als tief-dröhnendes gutturales Growling präsentiert, jedoch gehe „dieser gelegentlich auch in keifende Sequenzen über, die aber nur von sehr kurzer Dauer sind. Auch wehklagender Hintergrundgesang ist punktuell zu vernehmen.“ Im Kontrast zur Grundatmosphäre stehen „Drone-/Ambient-Elemente“ und „sehr klare und melodische Momente“ des Gitarrenspiels.

## Diskografie
- 2018: The Hours of My Wake (Album, Naturmacht Productions/Rain Without End Records/The Vinyl Division)